# 引掛シーリング
引掛シーリング（ひっかけシーリング）は、日本において照明器具に電力を供給するため、主に天井に設置される電源ソケット、およびこれに接続するプラグであり、照明器具の重量を支える支持器具の役割を兼ねる。規格上の正式名称は引掛シーリングローゼット（ひっかけシーリングローゼット）。
JIS C 8310（シーリングローゼット）としてJIS規格化されているほか、配線器具の業界団体である日本配線システム工業会（旧・日本配線器具工業会）が工業会規格 JWDS0015（引掛シーリングローゼット）として詳細を規定、また吊り下げ器具の重量制限等については内線規程でも規定されている。電気用品安全法で特定電気用品（<PS>Eマークの適用対象）に定められている。

## 概要

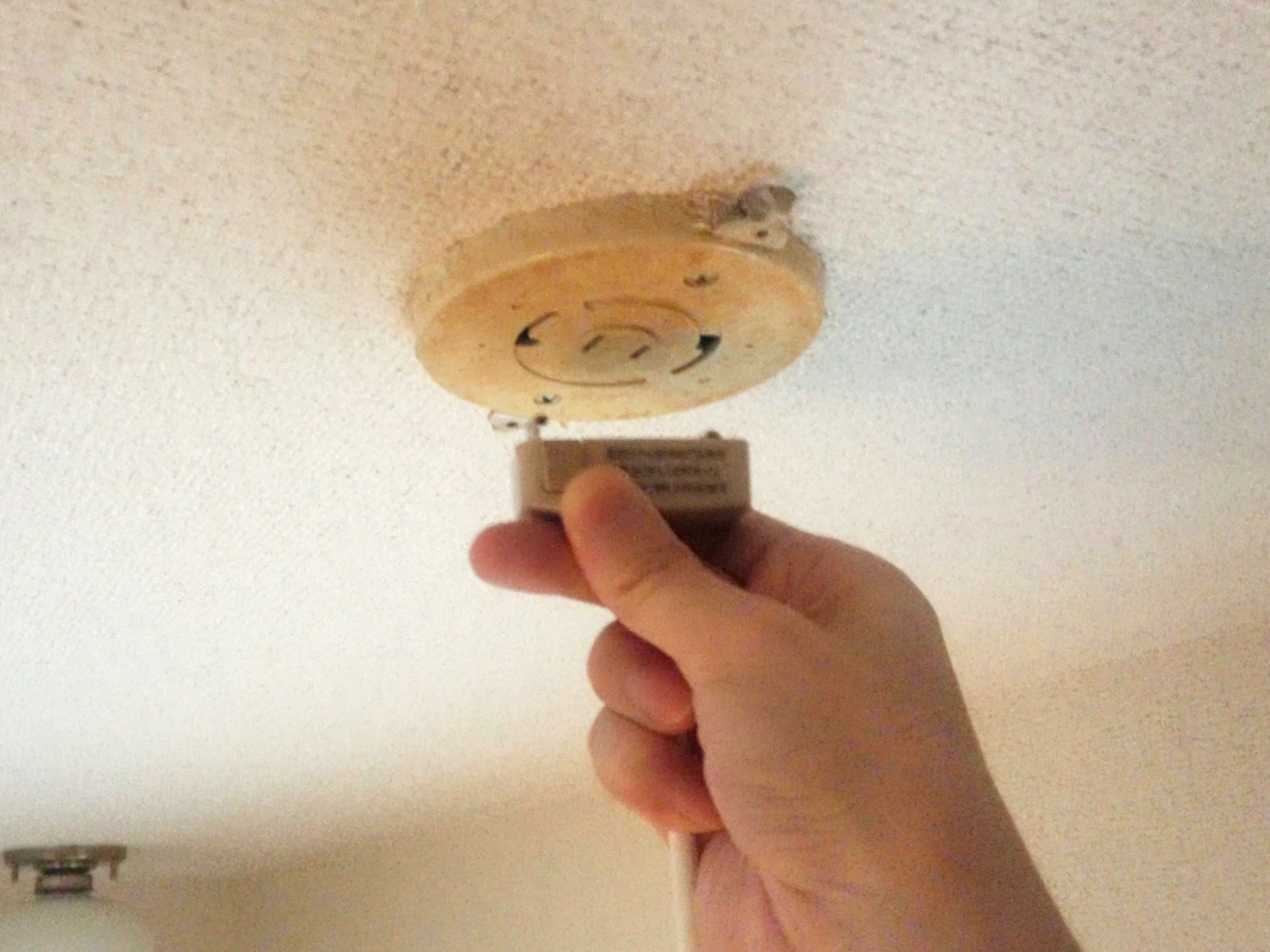
天井側が引掛シーリングボディ、手に持っている側が引掛シーリングキャップ。

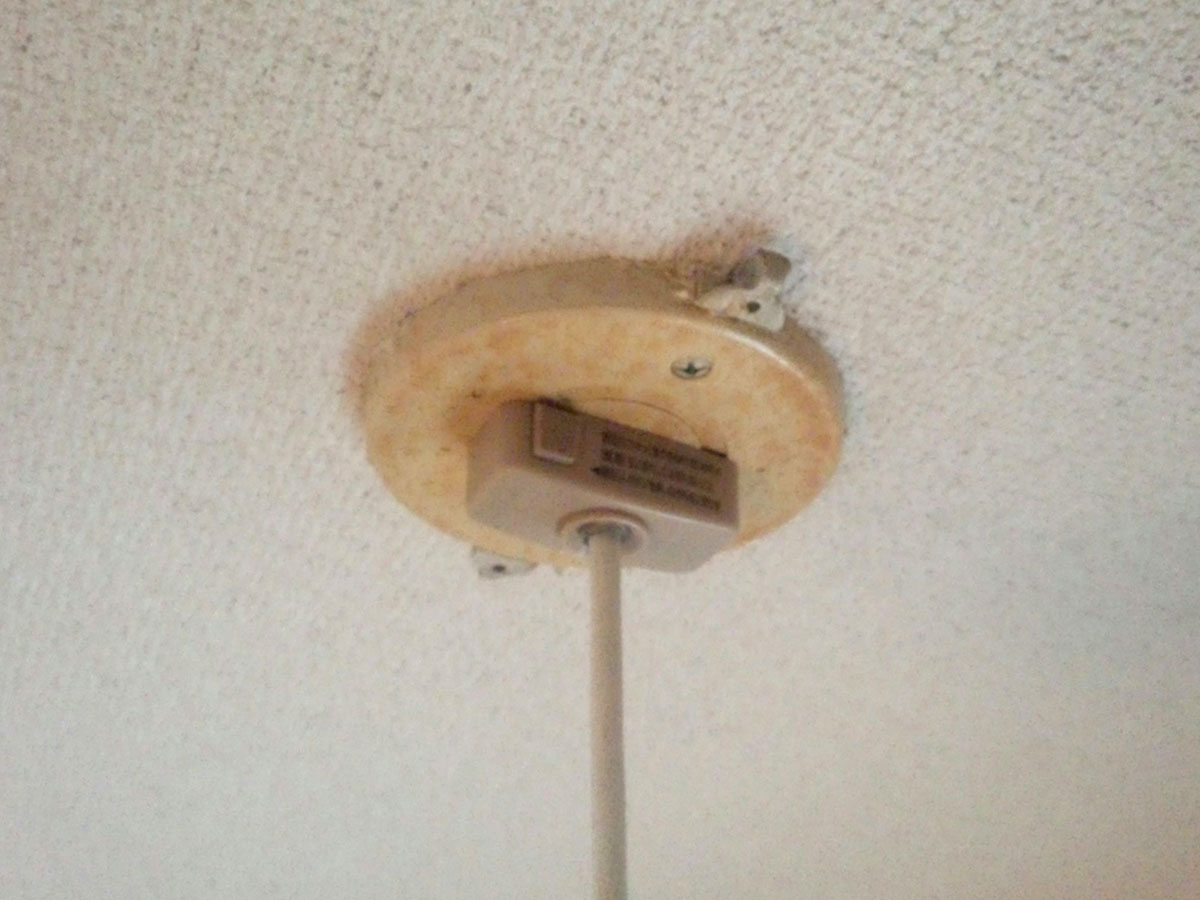
接続された状態。このキャップはロック付のため、外す際はボタンを押しながら左方向へひねる。

天井ソケット側を「引掛シーリングボディ」、器具プラグ側を「引掛シーリングキャップ」と呼ぶ。本項では以下「ボディ」「キャップ」と記す。
ボディの穴（刃受け）にキャップの金属端子（刃）を差し込み、キャップを右方向へひねることで刃と刃受けが嵌合し、電気的・物理的に接続される。接続された状態では荷重がかかっても脱落しない構造のため、規格で定められた重量までの器具は、天井に別途支持金具を設けることなく吊り下げることが可能。
外す際は、キャップを左方向へひねる（キャップにロック機構のあるものはロック解除ボタンを押しながらひねる）ことで、取り外すことが可能である。
名称の「シーリング」 (ceiling) は天井、「ローゼット」 (rosette) は式典などの際に胸元に付ける、リボンを花形に結んだ飾りのことである。電気の分野では電線や電話線の接続端子として、菊の花のような形をした器具（菊型ローゼット。花弁の中央からコードが出る形になる）が用いられたことから、接続端子のことをローゼットと呼ぶ。

## 歴史
吊り下げ式照明器具を天井に支持するための器具であるシーリングローゼットについて定めた JIS C 8310 に、ワンタッチで取り外し可能な引掛シーリングローゼットが登場するのは1977年（昭和52年）の規格改定からである。その後日本配線器具工業会が1979年（昭和54年）に詳細を業界規格として規定した。
それまでのシーリングローゼットは、天井に取り付けた端子台（ボディ）に器具側の電線をネジ留めし、ネジ留め部に器具荷重がかからないようキャップでコードを押さえて支持するものであり、ブレーカーを落としたうえで、電線同士がショートしないよう施工するなど、一般消費者が簡単に器具交換を行えるようなものではなかった。

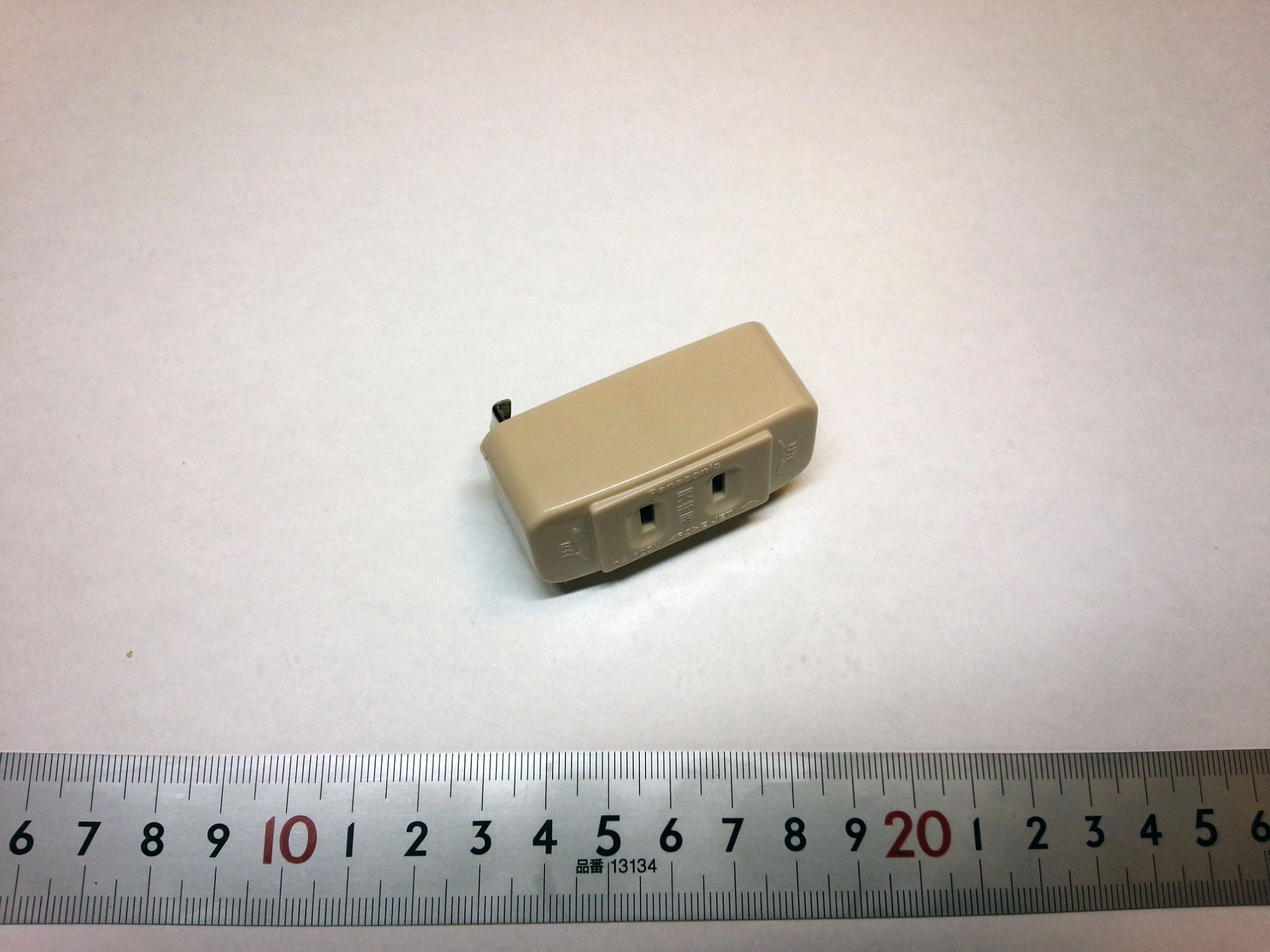
平刃コンセントの器具を接続するためのコンセントアダプター

また、旧来の日本の家屋は天井から白熱電球用のソケットがぶら下がっている形態が一般的であり、家庭向け照明器具も電球ソケットからセパラボディで変換可能な通常の平刃のコンセントプラグを採用していたため、電球ソケットを必要としなくなった後に建てられた住宅では、天井にコンセントを設置して照明器具の電源とし、器具の吊り下げは洋灯吊（通称「よーと」）と呼ばれる「?」字形の吊り金具をコンセントの近傍に取り付けてチェーンなどで器具を吊っていた。
引掛シーリングの登場後もしばらくは移行期として平刃コンセントプラグの照明器具に対応するため、コンセントアダプターを取り付けて形状を変換したり、洋灯吊を使って器具を支持していたが、1980年代中盤以降は引掛シーリング採用器具が本格的な普及をみせ、照明器具の取替えを機に既存住宅の天井コンセントも引掛シーリングへの取り替えが進んだ。

## 種類
建物の構造や洋室・和室の別、吊り下げる器具の種類によって、ボディには複数の種類がある。代表的なものを以下に示す。それぞれに、刃と刃受けの大きさが左右対称の「無極性」と、片側が他方より大きい「有極性」のタイプがある（詳細は#極性の節を参照）。
キャップはどの種類のボディに対しても基本的に接続可能であるが、一部に互換性のないものがある（後述#互換性の節を参照）。
照明器具の取扱い説明書など、取付可否について記述する際には、配線器具国内最大手であるパナソニックの製品名で記述することも多いため、参考のためパナソニックの商品名を括弧内に記す。
- 角形引掛シーリング[注釈 2]（角型引掛シーリング）
和室竿縁天井の竿縁とほぼ同じ短辺約25mm幅の直方体ブロック状の形状をしている。一般木造住宅によく使われる形状であり、ペンダント型照明器具の器具側キャップの多くはこの角形を採用している。
コンパクトな形状ゆえに設置工事の際は電線孔付近に狭い間隔でネジ止めしなければならず、電線孔を大きく開けすぎた場合などは充分な設置強度が得られない場合がある。
- 丸形露出引掛シーリング（丸型引掛シーリング）
洋室天井や和室目透し天井に使用する丸形のもの。角形引掛シーリングよりもボディの大きさに余裕があり、ネジ穴の間隔を広くとれるため、安定して設置できる。
- 高荷重形丸形露出引掛シーリング（丸型フル引掛シーリング）
丸形引掛シーリングボディにつば状の突起が設けられたもので、対応する高荷重形キャップとの組み合わせにより、器具重量をこの突起で支えることで通常の引掛シーリングよりも重量のある器具を取り付けることができる。
- 丸形埋込引掛シーリング（引掛埋込ローゼット）
コンクリート埋込用八角アウトレットボックスに取り付けるための埋込形引掛シーリング。天井面からの出幅が他のボディの約半分程度と薄型である。取付金具を兼ねたシーリングハンガーが付いているものは、ハンガー部に呼び径M3.5のネジを使用して器具を固定することができる。
- 高荷重形丸形埋込引掛シーリング（フル引掛ローゼット）
丸形埋込引掛シーリングの高荷重対応版。つば状の突起を設けるために天井面からの出幅は露出形と同じであり、埋込・露出兼用となっている。取付金具を兼ねたシーリングハンガーが付いているものは、ハンガー部に呼び径M3.5のネジを使用して器具を固定することができる。

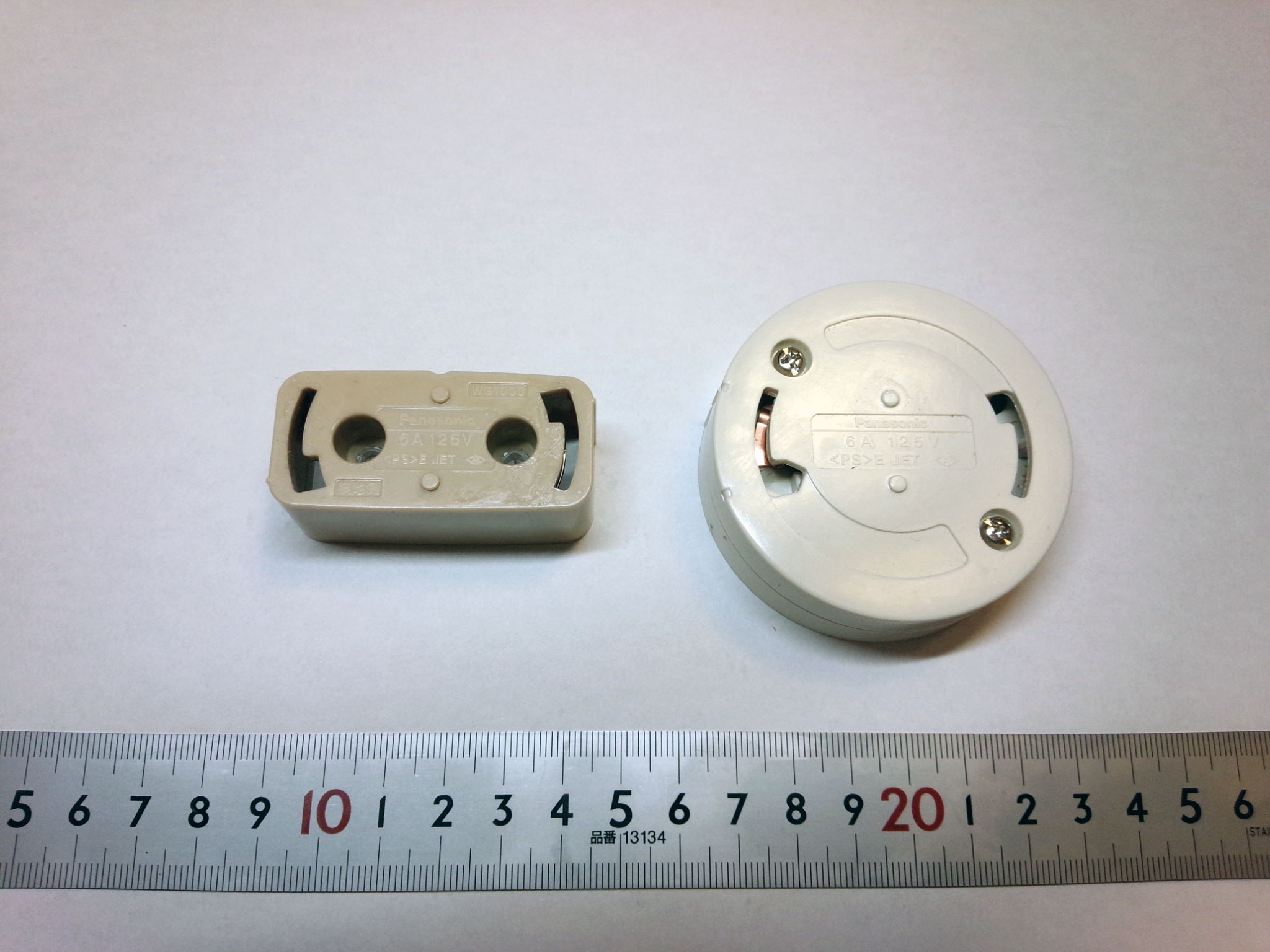
角形引掛シーリングと丸形引掛シーリング
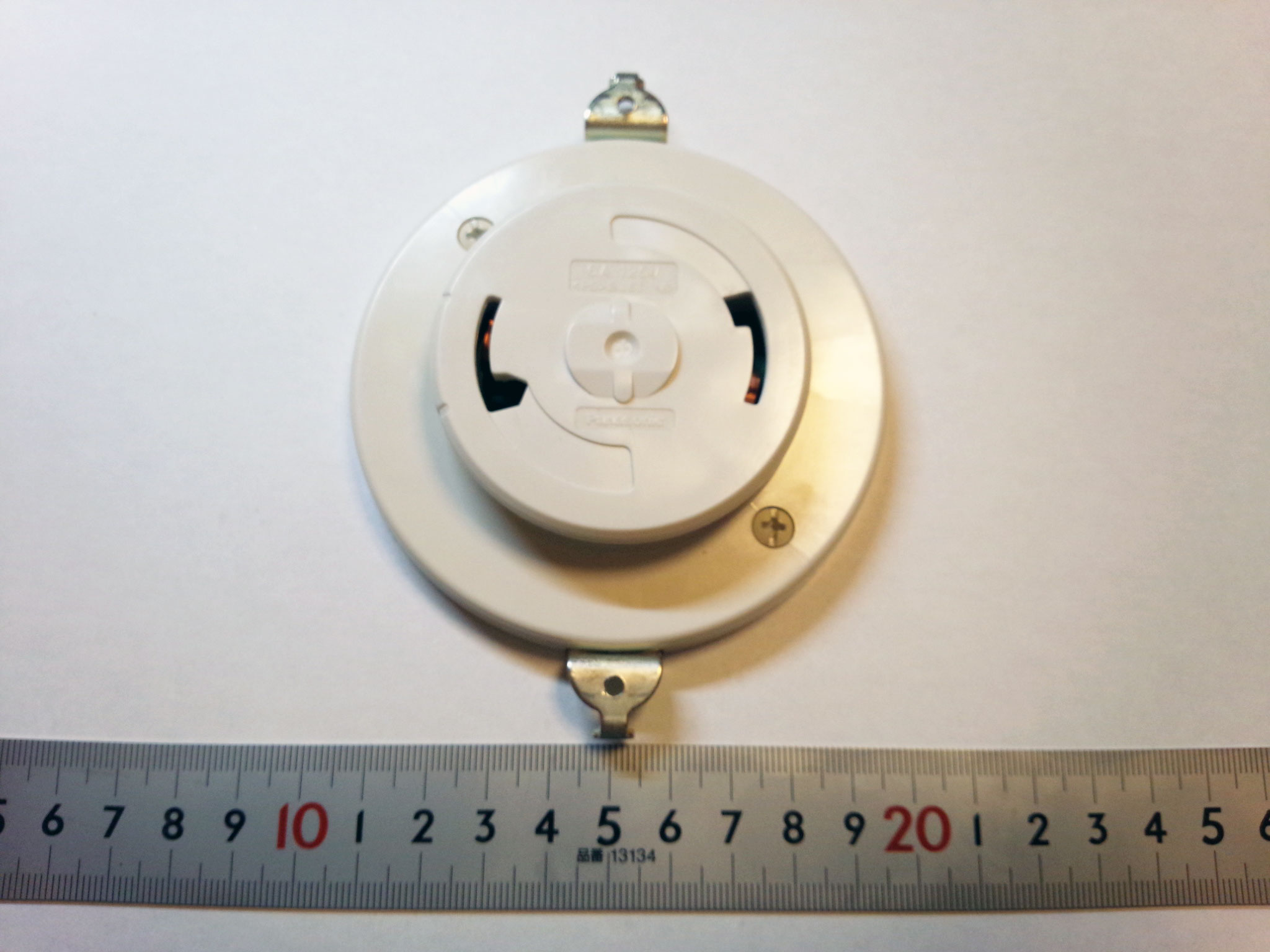
高荷重形丸形埋込引掛シーリング
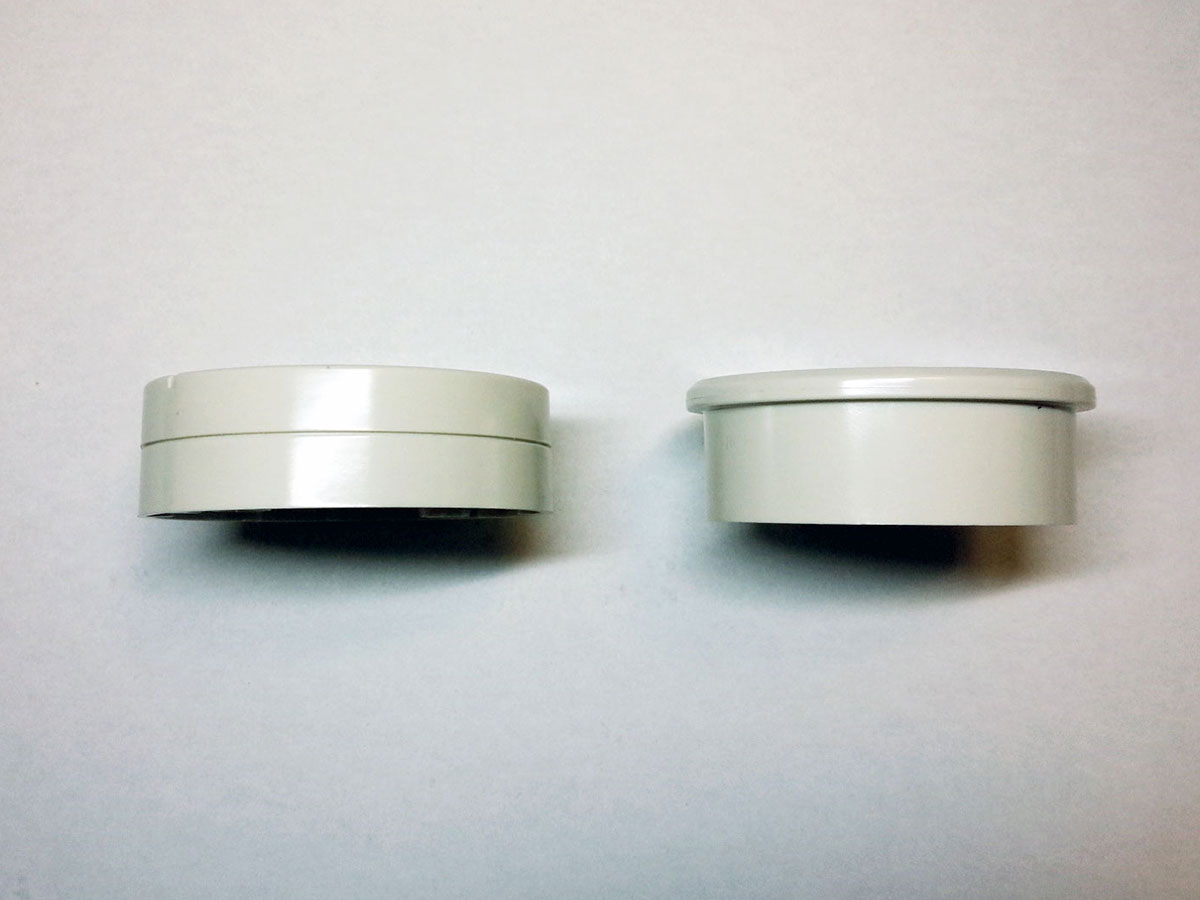
高荷重形（右）はつば状の突起がついている（実際は写真上側が下になる状態で天井に取り付けられている）

## 電気的特性

### 電圧、周波数、電流
電源電圧は規格上は定格125Vおよび定格250Vの2種類が定義されているが、定格250Vは非推奨である。
周波数は50Hzまたは60Hz、定格電流は6Aである。
実際に使用されている電圧は日本の商用電源の交流100V、50Hz（東日本）または60Hz（西日本）である。
コンセント等が定格15Aのものが多いのに対し、引掛シーリングはあくまで照明用の規格であり、定格6Aと許容電流値が低いため、ダクトレール等を使用した多灯接続時や、コンセントアダプターを利用して照明器具以外のものを接続する際などは消費電力量に留意する必要がある。

### 極性

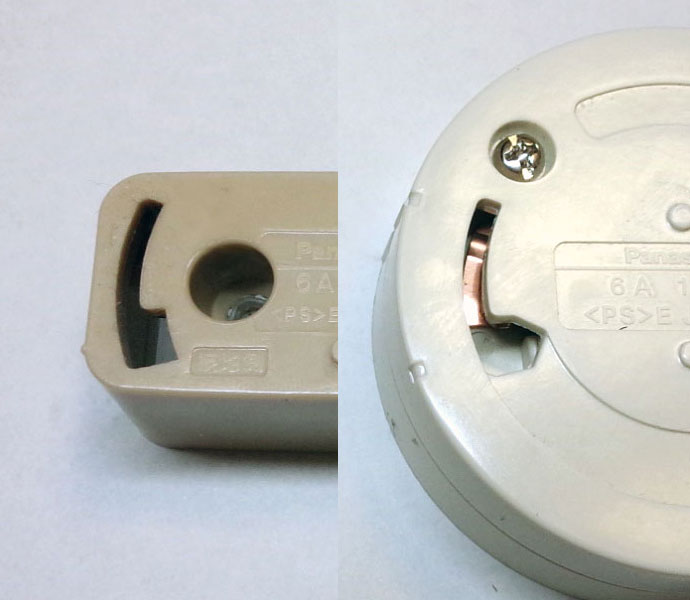
左が無極性タイプ、右が有極性タイプの接地側端子。無極性では近傍に「接地側」の表示が、有極性では穴に三角形の切り欠きがある。有極性キャップは接地側の刃が大きいため、有極性ボディでなければ接続することができない。

日本の商用電源を使用するため、引掛シーリングに供給される電源にも接地側（中性線）と非接地側の極性がある。
ボディ、キャップとも、無極性の形状のものと有極性の形状のものが存在し、無極性のものは左右の刃および刃受けの大きさが同じであるのに対し、有極性のものは片側が他方より大きくなっている。有極性のボディには有極性のキャップ、無極性のキャップともに取り付けることが可能だが、無極性のボディに有極性のキャップを取り付けることはできない。
ボディ側は、有資格者によって適切に施工されている場合、有極性ボディでは刃受穴に三角形の切り欠きがある側、無極性ボディであっても刃受穴の近傍に「接地側」、「N」（Neutral（中性線）の意味）、「W」（White、屋内電気配線で中性線に使用する被覆が白色の線の意味）のいずれかの表示のある側が接地側である（流れている電気に極性の区別があるため、コネクタ形状が無極性であっても極性の区別自体は存在する）。
キャップ側は無極性キャップが使用されていることが多いが、以下のいずれかに該当する場合が多い。
- 刃に接続されているコードの
  - 被覆が白と黒に分かれている場合は、白線側が接地側
  - 被覆に線が印刷されている場合は、線の印刷されている側が接地側
  - 被覆に筋状の突起がある場合は、突起のある側のコードが接地側
- 刃にコードを留めている留めネジの色が白（銀色）と黄（黄銅色）に分かれている場合は、白ネジで留めてある側が接地側
- 有極性キャップが使用されている場合は、刃の先端が三角形に尖っている側が接地側

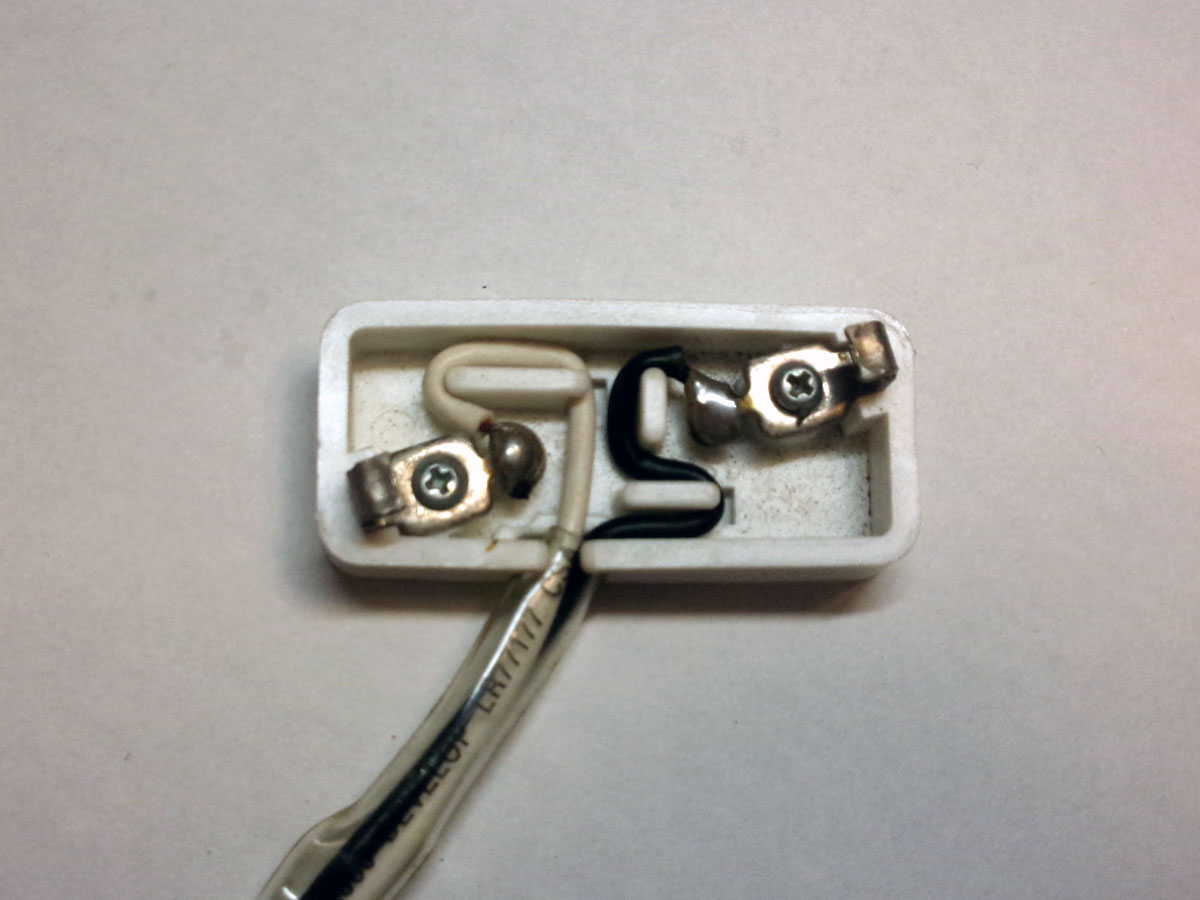
白いコードのつながっている方が接地側
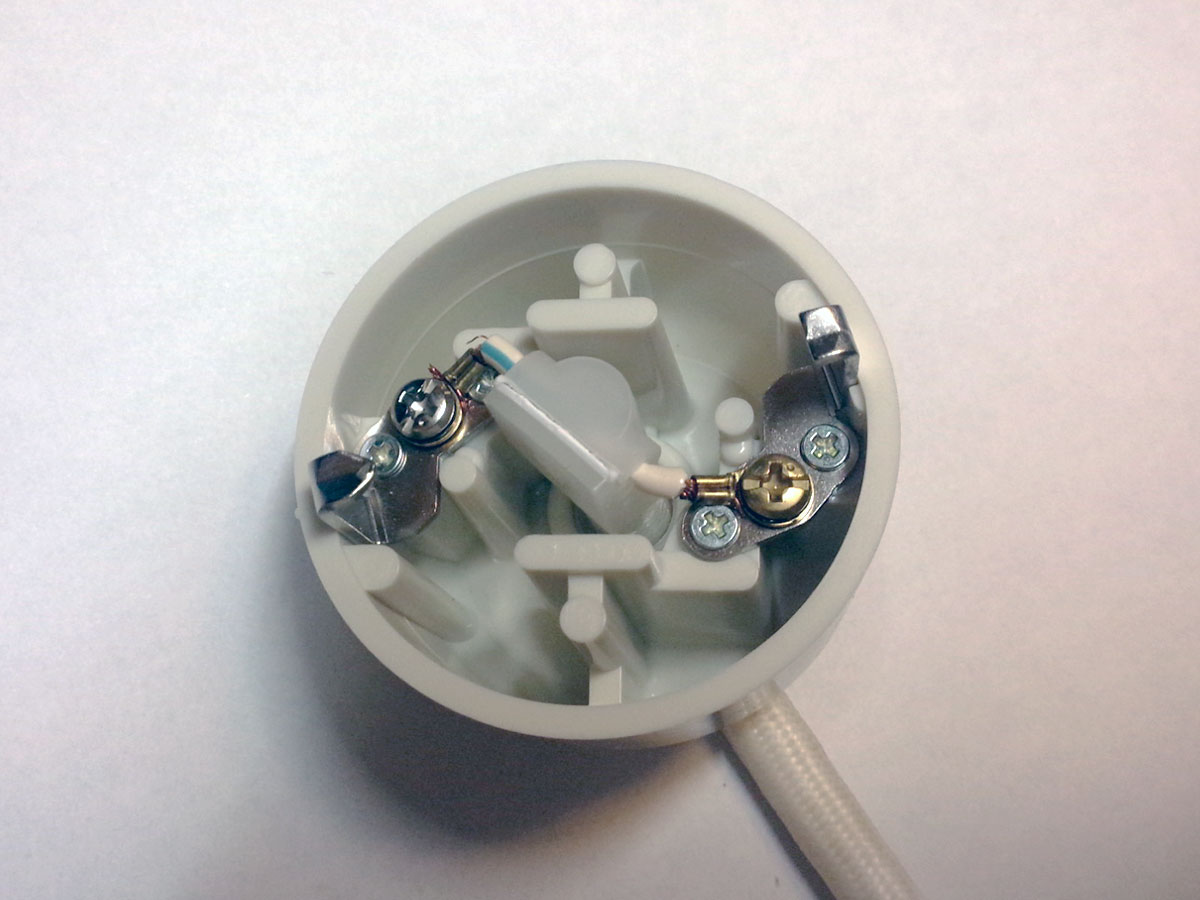
コードに青線で接地側表示、留めネジの色分け、有極性キャップ（接地側の刃の先端が三角形）の３つで接地側表示されている例

無極性キャップはどちら向きに取り付けることも可能であるが、電源極性を合わせることで以下のような利点がある。
- 壁スイッチを切り忘れた状態で電球交換をした場合、電源極性が合っていると、手に触れやすいネジ部に対しては接地側電線が繋がった状態となるため、不注意によって触れてしまっても感電しない。

### 接地（アース）

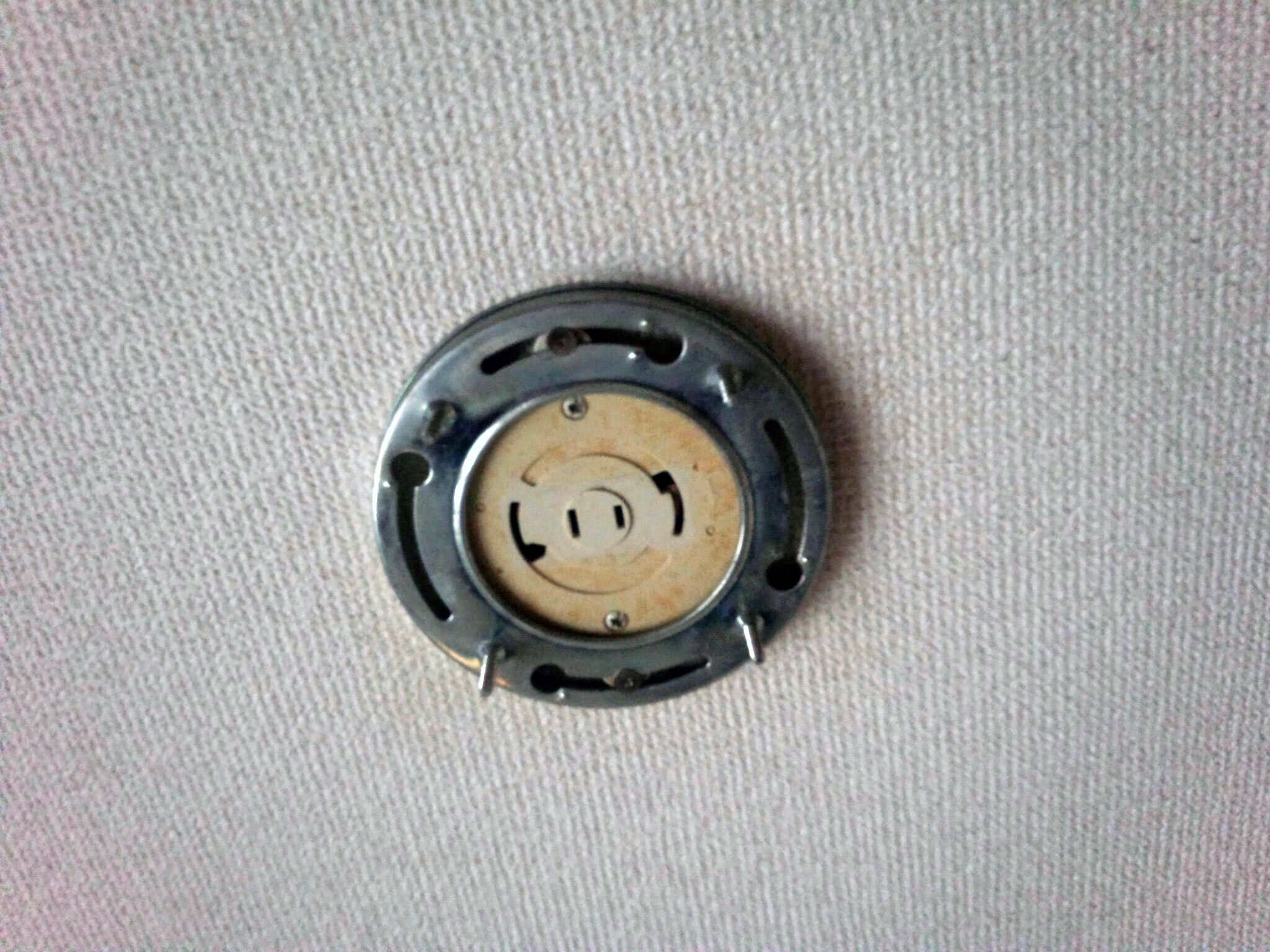
照明器具（ダクトレール）の取付金具をシーリングハンガーに取り付けた様子。金属管工事で施工されている場合はネジを介してこの取付金具や照明器具が接地される。

ボディ、キャップともに刃の本数は2本であり、接地極（アース）は有していない（極性表示の「接地側」とは異なることに注意）。
ただし、電線を金属製の管に収めて配線する金属管工事では、一部の例外を除き、管にD種接地を施すこと（使用電圧300V以下の場合）と、管とボックスその他の附属品は電気的に接続することが、電気設備の技術基準の解釈 第159条（金属管工事）に定められている。

そのため、適切に接地された金属製アウトレットボックスに、取付金具を兼ねたシーリングハンガー付きの丸形埋込引掛シーリング、または高荷重形丸形埋込引掛シーリングを取り付ける場合は、取付ネジを介してシーリングハンガーがアウトレットボックスや金属管、そしてアースと電気的に接続されるため、シーリングハンガーと器具を電気的に接続することで器具をアースすることができる。

## 耐荷重

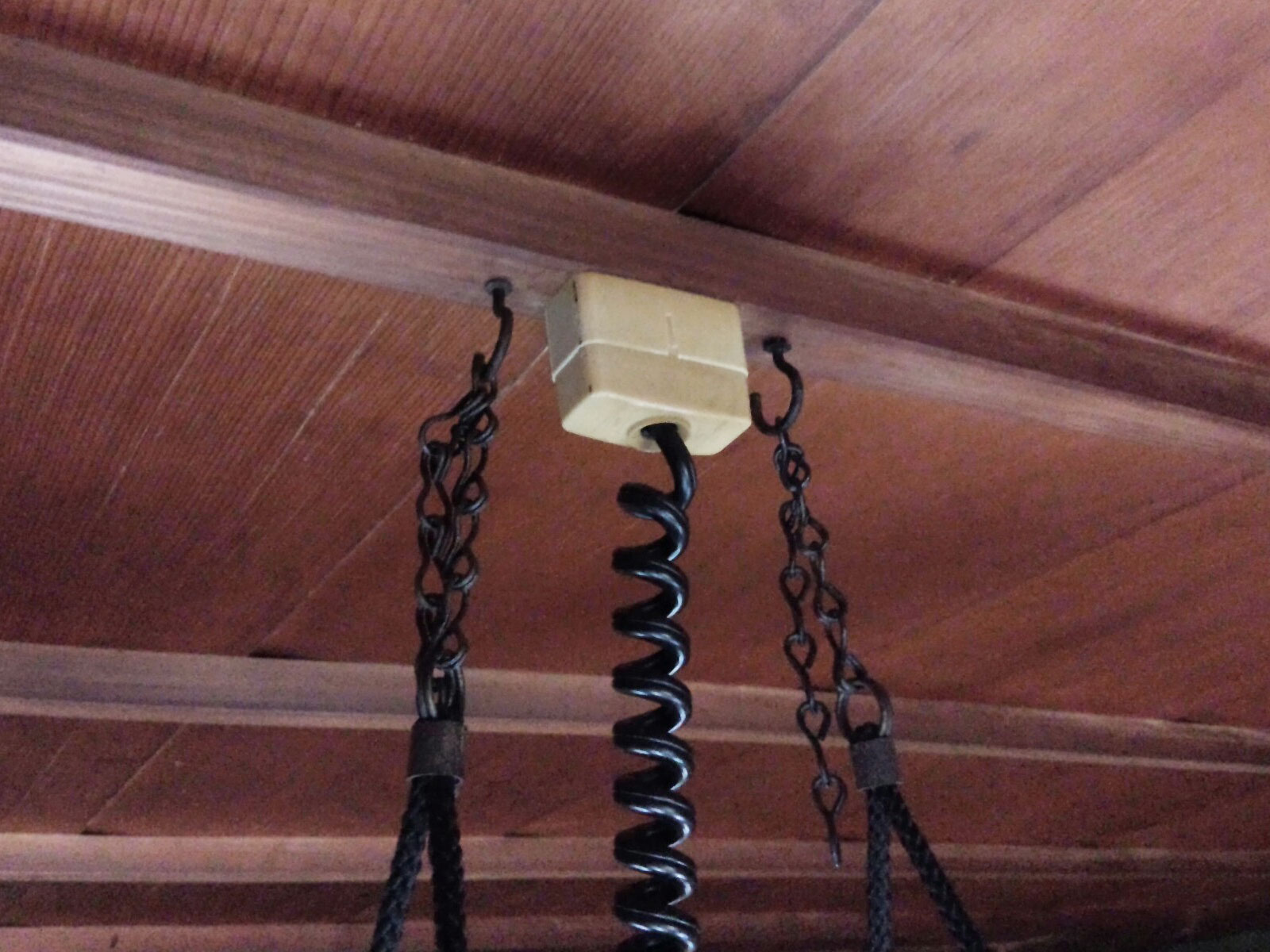
5kgを超える照明器具を洋灯吊にチェーンで吊った例。この器具では誤ってコードのみで吊ることのないよう、接続コードがカールコードとなっている。

吊り下げることのできる照明器具の重量は内線規程で定められており、通常は3kg以下、ただし袋打ちコードなどの補強されたコードを用いる場合は5kg以下、高荷重形のボディとキャップの組み合わせか、シーリングハンガーを使用したチェーン吊りにより電気的接続部に荷重がかからないように設置する場合は10kg以下の器具を吊り下げることが可能である。10kgを超える器具を天井から吊ることは認められていない。

## 互換性
基本的には引掛シーリングであればどの器具であっても、どの引掛シーリングボディに取り付けることも可能であるが、一部に非互換性がある。
- 高荷重形引掛シーリングキャップは、器具の荷重を別の方法で支えることができない限り、通常型の引掛シーリングボディに接続してはならない。対策をしないまま使用すると電気的接続部に過度の重量がかかり、引掛シーリングが破損して器具が落下する危険性がある。
- 有極性キャップの接地側端子は非接地側よりも大きいため、穴の形状が左右対称になっている無極性タイプのボディには刃が入らず、接続することができない。

その他、器具によっては竿縁天井や格子天井、引掛シーリングボディまでの配線が露出配線となっている場合に取り付けができないか、対応させるための部品が別途必要になる場合がある。
また、高荷重形引掛シーリングボディのツバ部分のみで器具を支持する構造（オーデリックのクイック取付タイプのシーリングライト）や、丸形埋込引掛シーリングボディのシーリングハンガーを使用して器具を支持する構造（パナソニックの簡易取付Ｕ-ライト方式、コイズミの取付簡易型など）の器具は、指定以外のシーリングボディへの取付ができないか、支持金具を別途天井にネジ止めする必要がある。

## 工事資格
引掛シーリングボディの取り付けに際しては電気工事士法の対象であり、電気工事士の資格がなければ作業することができない。
電気工事士法施行規則第二条（軽微な作業）では、露出型コンセントの取替えについては有資格者でなくても行える「軽微な作業」に指定しているものの、引掛シーリングについてはこれに明示されておらず、また、露出型引掛シーリングを露出型コンセントの一種とみなす旨の法的に権威のある判断は示されていない。
パナソニックのフック販売商品のパッケージの警告表示では、取り替えであれば無資格者でもできる露出型のダブルコンセント (WK1021P) は「電気工事士法により、この器具の新設は電気工事士でなければできません。（器具の取り替えは除く）」と記載されているのに対し、角型引掛シーリング（ボディ）(WG1000P) のパッケージには法に関する言及がなく、代わりに「取付け取替えは電気工事店に依頼する」とだけ書かれている。
引掛シーリングは器具の重量を支持するという、コンセントにはない機能を兼ね備えた配線器具であり、施工不良は火災の発生や照明器具の落下による負傷など重大な事故につながるので、法解釈のいかんに関わらず、取り付けは有資格者に依頼するのが安全である。
引掛シーリングボディにシーリングキャップを取り付け、または取り外すことは、コンセントの抜き差しと同様、資格は不要である。

## 類似の規格
照明器具への電源供給用として類似のコネクターには、イギリスのBS 7001で規格化された Luminaire Supporting Couplers (LSC) がある。